# Masaaki Ideguchi
Masaaki Ideguchi (født 10. april 1988) er en japansk tidligere professionel fodboldspiller.
Han har spillet for flere forskellige klubber i sin karriere, herunder Yokohama FC.